# Susan McKenna-Lawlor
Susan McKenna-Lawlor, née le 3 mars 1935 à Dublin, est une astrophysicienne irlandaise. Elle est professeure de physique expérimentale à l'université de Maynooth.

## Études
Elle étudie la physique expérimentale à l'University College Dublin (UCD). 

## La STIL: Space Technology Ireland Ltd
En 1986, elle fonde l'entreprise d'équipement spatiale Space Technology Ireland Ltd (STIL) avec un homme d'affaires du nom de Dermot Desmond. La société fabrique des instruments pour les missions spatiales et McKenna-Lawlor en est la directrice générale. 

## Participation aux programmes internationaux

### Avec l'Agence spatiale européenne (ESA)
McKenna-Lawlor est la principale scientifique sur l'expérience de l'Analyse des particules énergétiques sur la mission Giotto de l'Agence spatiale européenne (ESA).  
Elle met au point des instruments permettant de surveiller le vent solaire sur Mars pour la mission Mars Express de l'ESA.  
Le STIL conçoit le processeur embarqué du système de support électrique pour la navette spatiale Rosetta. Susan McKenna-Lawlor représente également l'Irlande au comité directeur de l'atterrisseur Philae de Rosetta, qui a atterri sur la comète 67P/Tchourioumov-Guérassimenko.

### Programme Phobos (URSS)
En 1988, elle dirige une équipe internationale de scientifiques dans la construction d'un détecteur de particules capable de détecter des énergies comprises entre 30 kiloélectronvolts et plusieurs méga-électronvolts pour l'engin spatial Phobos de l'Union soviétique (URSS).   
Le succès du détecteur conduit les scientifiques soviétiques à lui demander de fournir un dispositif similaire pour leur mission sur la planète Mars en 1994.

## Récompenses et distinctions
Elle est membre du Sénat de l'Université Nationale d'Irlande et du conseil d'administration de l'Université Maynooth. 
En 1986, elle remporte le prix Rehab People of the Year.   
Susan McKenna-Lawlor est élue à l'Académie internationale d'astronautique. Elle fait partie de l'organisation de la Convention de Pasaneda du 14 juillet 2018. 
En 2005, elle reçoit un doctorat honorifique de l'Université d'Ulster pour ses contributions en astrophysique. 

## Publications
- Astronomy in Ireland from 1780, Susan McKenna-Lawlor, 1968[5]
- Whatever Shines Should Be Observer, Susan McKenna-Lawlor, 1998  (ISBN 9789401703512)[6]